# Station Brebes
Brebes is een spoorwegstation in Brebes in de Indonesische provincie Midden-Java.

## Bestemmingen
- Cirebon Ekspres: naar Station Tegal en Station Gambir
- Kaligung: naar Station Semarang Poncol
- Tegal Arum: naar Station Tegal en Station Pasar Senen
- Tawang Jaya: naar Station Semarang Poncol en Station Pasar Senen
- Kertajaya: naar Station Surabaya Pasarturi en Station Jakarta Kota
- Matarmaja: naar Station Malang en Station Pasar Senen
- Brantas: naar Station Kediri en Station Tanahabang